# Cecilia Voxendal
Valborg Harriet Cecilia Voxendal, född 29 juni 1905 i Stockholm, död 22 september 1995 i Österhaninge, var en svensk målare och sjuksköterska.
Hon var dotter till köpmannen Karl Edvin Egebjer (Pettersson) och Emma Andersson och gift med Volter Voxendal. Hon arbetade som sjuksköterska 1928–1948 och kom i kontakt med konsten via sin man. Hon studerade vid Signe Barths målarskola 1948 och 1953 samt sporadiskt på olika målarkurser som arrangerades av Arbetarnas bildningsförbunds målarskola samt genom självstudier under ett flertal resor till bland annat Italien. Tillsammans med Anna Lisa Bergström ställde hon ut på Galerie Æsthetica i Stockholm 1959. Hon medverkade i grupputställningar i Köping och i Liljevalchs konsthalls Stockholmssalong. Hennes konst består av porträtt och nonfigurativa kompositioner utförda i olja, färgkrita och mosaikarbeten.